# Mount Eubanks
Mount Eubanks är ett berg i Antarktis. Det ligger i Västantarktis. Argentina, Chile och Storbritannien gör anspråk på området. Toppen på Mount Eubanks är 1 120 meter över havet, eller 97 meter över den omgivande terrängen. Bredden vid basen är 2,3 km.
Terrängen runt Mount Eubanks är lite kuperad. Trakten är obefolkad. Det finns inga samhällen i närheten.